# Мыс Ильи
Мыс Ильи́ (Мыс Свято́го Ильи́) — мыс, выдающаяся в Чёрное море оконечность горного массива Тепе-Оба в самой восточной части Крымских гор у города Феодосия, западная граница Феодосийского залива.
Сложен, в основном, глинами, конгломератами, песчаниками и известняками. У прибрежной кромки галечные и галечно-валунные пляжи.
На мысу расположен известный Ильинский маяк.

## Природа
Мыс — ареал распространения редкого растения — клоповника Турчанинова. Здесь же встречаются экземпляры другого крымского эндемика — кендыря крымского.

## История

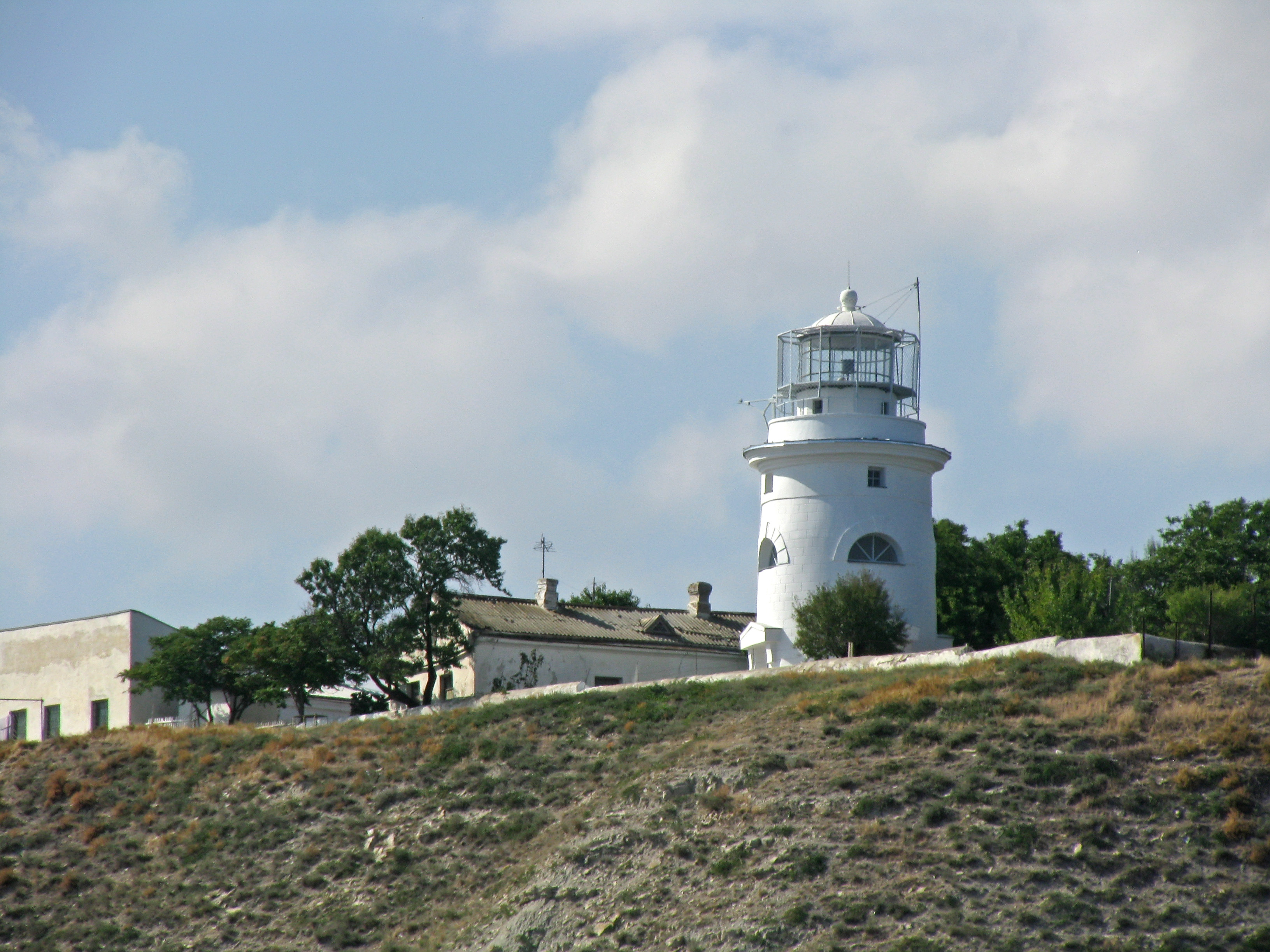
Ильинский маяк

На мысу находилась древнегреческая церковь Святого Ильи, время постройки которой не известно. В 1816 году на её месте была построена часовня (в настоящее время от неё сохранились лишь основания стен). При часовне существовало кладбище Общества Красного Креста.
В сентябре 1861 года эти места посетил российский император Александр II, осматривавший достопримечательности города Феодосии, примечательно, что император поднялся сюда верхом на лошади.
16 февраля в 1890 года недалеко от мыса Святого Ильи разбился о подводные камни и затонул пароход «Великий князь Константин», а вскоре та же участь постигла и пароход «Владимир».
Маяк на мысе Святого Ильи был сооружён (техник-строитель А. А. Полонский) по обету Евдокии Николаевны Рукавишниковой, внёсшей значительные личные средства и организовавшей сбор средств на постройку, в память чудесного излечения сына от туберкулёза целебным феодосийским климатом. Высота маяка 66,3 метра. Торжественное открытие маяка состоялось в 17 февраля 1899 года. Маяк был оборудован оптическим аппаратом шведской системы Линдберга, был установлен и туманный колокол.
В 1902—1912 годах для маяка было построено каменное здание, установлена пневматическая сирена высокого и низкого тонов.
Во время Великой Отечественной войны сооружения маяка были полностью разрушены. Часть ценного оборудования удалось демонтировать при эвакуации в сентябре 1941 года. Восстановление маяка удалось закончить к 1954 году. В 1962 и 1968 годах была проведена модернизация оборудования (установлен световой маяк, радионавигационные установки, радиолампы).
В 1974 году произведён капитальный ремонт маяка.
При раскопках кургана на мысе Святого Ильи в 1854 году И. К. Айвазовским совместно с археологом Сибирским были найдены женские золотые серьги, датируемые IV веком до н. э. («Феодосийские серьги», ныне в Эрмитаже).
Со времён Великой Отечественной войны на мысу сохранились руины ДЗОТа.